# Creu de Formatge
La Creu de Formatge es una Creu de Terme situada a mig camí del Santuari de la Mare de Déu de Puigcerver, al terme d'Alforja (Baix Camp).

## Ubicació
Es troba al creuament de l'antic camí de Puigcerver des d'Alforja, amb el que descendeix fins al Barranc de les Olles i les Valls direcció Riudecols.

## Descripció
En un principi componien el monument, la grada: dos esglaons quadrangulars de pedra, la base: un altre esglaó a continuació de la grada, i el fust de secció cilíndrica construït també amb petits carreus units amb argamassa. Tot això rematat per un capitell emmerlat que servia de base a la creu de ferro treballat,
L'actual creu va ser refeta el 1991, és de secció quadrada i posseeix inscrit a la pedra de gres el nom "Creu de Formage", l'any 1991, i la firma de l'escultor.
En un dels seus laterals hi ha esculpit un ram de raïm. Està rematada amb decoracions al braç i a la part superior del pal. A la part davantera (encarada a l'ermita) apareix la imatge de Crist crucificat amb la mirada aixecada en direcció al santuari i damunt la inscripció INRI a la part superior. Reposa damunt una base formada per dos caps de querubins que uneixen les seves ales.
A la part posterior apareix de menor format una imatge de la verge Maria, en aquest cas la Verge de Puigcerver amb el nen Jesús als seus braços. Damunt d'aquesta, expandint les seves ales en ambdós braços de la creu hi ha esculpit l'arcàngel Gabriel.

## Història
Ateses les característiques de la primera creu aquesta va ser col·locada durant el segle xviii, Durant la Guerra Civil (1936-1939) va ser despenjada del seu pedestal i malmesa. L'actual creu va ser refeta el 1991.
La «Creu de Formatge» (o d'«aurmatge», segons altres) rep aquest nom, perquè allí es formava la processó dels fidels devots que anaven en romiatge cap a Puigcerver, per la festa del 5 d'agost (primer diumenge d'agost)
A partir de la Creu, la processó de romeus ja avançava amb la solemnitat deguda i començaven a recitar el rosari; Caminant a pas normal podien resar-lo sencer fins a arribar al Santuari
Antigament la creu també indicava al començament de la "Rodalia de la Verge", terreny on començava la propietat del Santuari.
Actualment la creu es un punt molt conegut i de referència pels excursionistes del Baix Camp

## Etimologia
Etimològicament el mot formatge prové del llatí tarda i vulgar. "Formaticu(m)" que significa: forma, motlle.

## Autor
L'actual Creu de Formatge fou una donació de, Josep Rull Marco l'any 1991, pagès de professió, s'instal·là amb trenta anys a Alforja, on i visqué la resta de la seva vida. Amb una edat bastant avançada i de manera autodidacta va començar a interessar-se en treballar la pedra i tot i així va deixar una prolífera obra. Al moment escometre aquest projecte ja posseïa certa fama o renom i tenia a les seves espatlles la realització o restitució de nombrosos monuments a Falset, la seva ciutat d'origen

## Galeria d'imatges

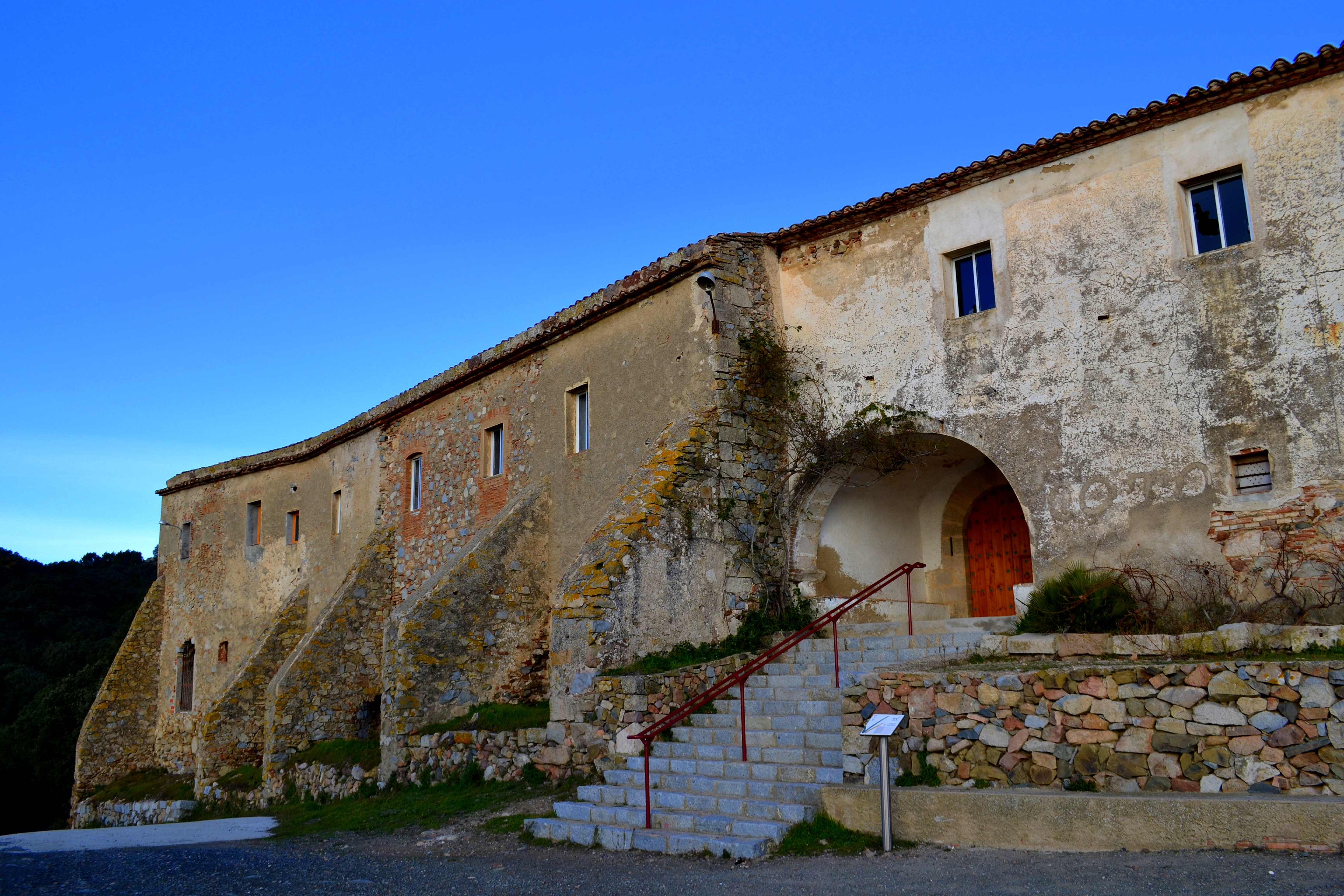
Santuari de la Mare de Déu de Puigcerver (Alforja)
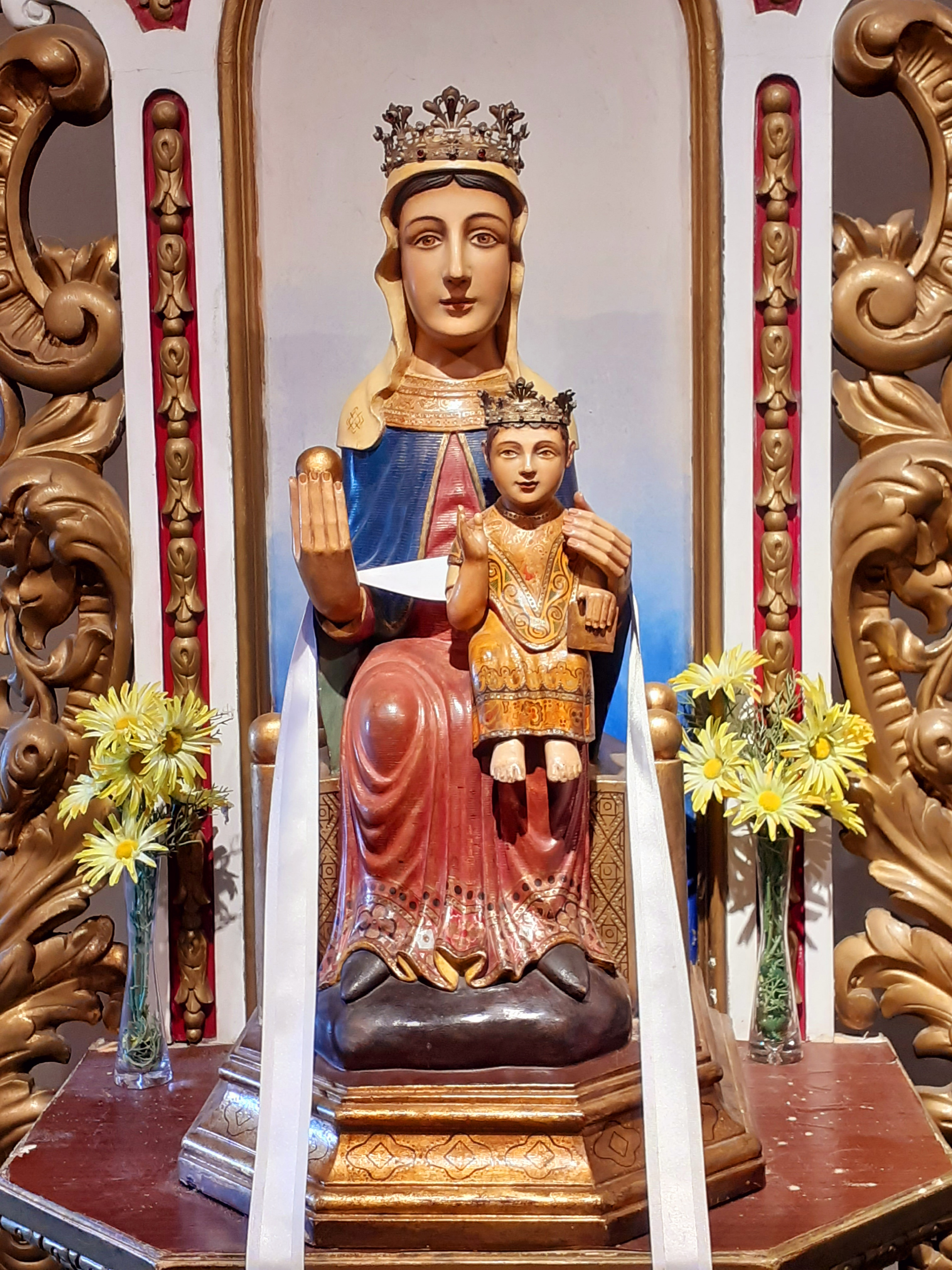
Mare de Déu de Puigcerver